# Tonka Tomicic
Tonka Tomicic Petric (în limba croată Tonka Tomičić Petrić; n. 31 mai 1976, Antofagasta) este un fotomodel și prezentatoare de televiziune din Chile. În anul 1995 ea a fost aleasă Miss World Chile. Ea a apărut în campanii de modă și poza ei apare în reviste de modă naționale.

## Televiziune
- La mañana del 13 (2001 Canal 13)
- Pase lo que pase (2002 TVN)
- Buenos días a todos (2005-2009)
- Teletón Chile (2006)
- Teletón Chile (2007)
- Hijos del Monte (2008)
- Teletón Chile (2008)
- El hormiguero (2010)
- Viva la mañana (2010) - Guest Star
- La movida del festival (2010) - TV Hostess
- Chile ayuda a Chile (2010)
- Tonka Tanka (2010) - TV Hostess
- Primera dama (2010)
- Fear Factor Chile (2010)
- Alfombra roja (2010)
- Teletón Chile (2010)
- Bienvenidos (2011–) - TV Hostess
- Teletón Chile (2011)
- Mundos Opuestos (2012)
- No basta con ser bella: Miss Chile 2012 (2012) - Jury
- Teletón Chile (2012)
- Proyecto Miss Chile (2013) - TV Hostess